# شالبورن
شالبورن هي أبرشية مدنية في مقاطعة ويلتشير الإنجليزية، على بعد حوالي 3 ميل (4.8 كـم) جنوب غرب هنغرفورد، بيركشاير. وبالإضافة إلى القرية التي تحمل الاسم نفسه، والرعية لديها عدد من المستوطنات الصغيرة متباعدة على نطاق واسع بما في ذلك باجشوت وقطيلة، إلى الشمال، وريفار واوكسن وود إلى الجنوب. قبل عام 1895، كان حوالي نصف أبرشية شالبورن (بما في ذلك كنيستها) تقع في بيركشاير.

## تاريخ
سجل كتاب يوم القيامة لعام 1086 مستوطنة لـ 48 أسرة في سالدبورن أو سكالبون.
بموجب قانون المقاطعات (الأجزاء المنفصلة) لعام 1844، نقل عشور اوكسنوود من بيركشاير إلى ويلتشير. نقل العشور في باجشوت في عام 1895، لاستكمال توحيد الرعية في ويلتشير.

## كنيسة الرعية
الكنيسة الأنجليكانية للقديس ميخائيل وجميع الملائكة مدرجة من الدرجة الثانية *. بني من الحجر الصوان والحجر مع أسقف من القرميد، ويعود تاريخه إلى القرن الثاني عشر أو الثالث عشر، وأعيد بناؤه جزئيًا وتوسيعه بواسطة جي إف بودلي في عام 1873.
صحن الكنيسة هو إما القرن الثاني عشر أو القرن الثالث عشر. أعادت إعادة بناء الممر الجنوبي في القرن التاسع عشر استخدام مدخلين من القرن الثاني عشر. أعيد بناء المذبح حوالي عام 1300، وأضيف البرج في القرن الخامس عشر.
ثلاثة من ستة أجراس في البرج من القرن السابع عشر. تحتوي نافذة القصر الشرقي على زجاج ملون 1871 من Kempe. أضيفت نافذة بواسطة هنري هايغ في عام 1995، من تصميمات كارل بارسونز، الذي عاش في شالبورن من عام 1930 حتى بداية اعتلال الصحة في عام 1933.
وحدت المنفعة مع فائدة حام مع Buttermere في عام 1956. اليوم الرعية هي جزء من فريق Savernake، وهو مجموعة من 11 أبرشية قرية.

## المباني الأخرى
كما بنيت الدرجة الثانية * في مزرعة ويست كورت (القرنان الخامس عشر والسابع عشر) ومزرعة شالبورن مانور (القرن السادس عشر).

## جغرافية
يتدفق تيار شالبورن إلى الشمال الشرقي من مصدره الذي يغذي الربيع بالقرب من قرية شالبورن، لينضم إلى نهر دان فوق هانجرفورد.

## حكومة محلية
تنتخب الرعية المدنية مجلس رعية. يقع في منطقة السلطة الوحدوية لمجلس ويلتشير، وهو المسؤول عن جميع وظائف الحكومة المحلية الهامة.

## وسائل الراحة
يوجد في شالبورن مدرسة ابتدائية وقاعة قروية بنيت عام 1843 كحجرة دراسية.

## مشاهير
ألكسندر تشوك من شالبورن (1594-1625) انتخب للبرلمان عن لودجرهول في 1621.
من عام 1608 حتى أواخر عام 1637، كان من بين المستأجرين في ويستكورت مانور التابعة للرعية ويليام كاربنتر وابنه الذي يحمل الاسم نفسه، وكلاهما هاجر إلى ويموث، ماساتشوستس في عام 1638 على جزر بيفيس من ساوثهامبتون. الأصغر ويليام كان مؤسس ريهوبوث، ماساتشوستس. يبلغ عدد أحفاد عائلة ريهوبوث كاربنتر عشرات الآلاف، من بينهم رئيسان للولايات المتحدة ورائد فضاء في مشروع ميركوري. تزوج ويليام كاربنتر [الابن] في شالبورن عام 1625 أبيجيل بريانت، التي أقامت عائلتها في الرعية منذ أواخر القرن السادس عشر على الأقل.
يثرو تول (1674-1741)، رائد زراعي، من عام 1709 يمتلك مزرعة بروسبيروس، بالقرب من الحدود الشمالية الشرقية للرعية الحالية.

## روابط خارجية
- "Shalbourne". Wiltshire Community History. Wiltshire Council. مؤرشف من الأصل في 2016-03-04. اطلع عليه بتاريخ 2015-04-19.
- موقع قرية شالبورن